# Thonmi Sambhota
Thonmi Sambhota ou Thume Sambota tibétain : ཐོན་མི་སམ་བྷོ་ཊ།, Wylie : thon mi sam bho ṭa (618-) fut un ministre de Songtsen Gampo, le 33e roi du Tibet.
Il créa l'écriture tibétaine à partir de l'alphabet indien devanâgarî.

## Biographie

### Carrière
Comprenant que l'absence d'écriture entraînait des difficultés à communiquer avec les voisins du Tibet, à administrer le pays et à étudier la religion, le roi Songtsen Gampo décide pour y remédier d'envoyer 17 étudiants tibétains en Inde étudier la langue, l'écriture, la grammaire et la religion bouddhiste. Teunmi (ou Toumi), fils du ministre Teunmi Anourakata, mena avec succès cet objectif. Âgé de 15 ans, il partit du Tibet en 633 pour y revenir  6 à 7 ans plus tard, ayant notamment étudié le sanskrit auprès de lettrés. Une des 4 langues prédominante de l'Inde, le sanskrit traduit en tibétain : ལེགས་སྦྱར་སྐད།, Wylie : legs sbyar skad « L'excellent langage des Déités » était le langage des Pandits utilisé dans le domaine religieux. Thonmi Sambhota rapporta des livres traitant de grammaire et de bouddhisme à Lhassa où il étudia durant 4 ans avec Songtsen Gampo et créa l'écriture tibétaine. Vers 646, il inventa l'alphabet tibétain et rédigea 8 traités grammaticaux dont 2 nous sont parvenus, le 1er et le 6e, définissant l'orthographe et la grammaire, base du tibétain, toujours étudié de nos jours. Le 1er traité, Sumchupa, comporte 30 strophes décrivant les lettres suffixes et les particules des 7 situations grammaticales. Le 6e, Takjukpa, décrit le genre des lettres en fonction de leur place dans les mots, définissant les lettres bases, préfixes et suffixes, leurs fonctions, accords et prononciations. C'est en se fondant sur des manuscrits en brahmi et gupta que Thonmi Sambhota a conçu l'alphabet et la grammaire tibétaine. Pour la première fois dans l'histoire du Tibet, plusieurs textes bouddhistes importants en sanskrit ont été traduits en tibétain par Thonmi Sambhota.
C'est dans le temple de Méru Nyingba dont la fondation remonte à Songtsen Gampo au VIIe siècle que Thonmi Sambhota termina la mise au point de l'alphabet tibétain.